# أماوري بيشوف
اماوري بشوف (بالفرنسية: Amaury Bischoff) (ولد في 31 مارس 1987 في كولمار بفرنسا) لاعب كرة قدم فرنسي برتغالي يلعب في الدوري الإنجليزي الممتاز في نادي الأرسنال الإنجليزي، ولد من أم برتغالية وأب فرنسي."معلومات عن أماوري بيشوف على موقع scoresway.com". scoresway.com. مؤرشف من الأصل في 2018-02-26.</ref>

## مشواره مع الأندية

### فريدر بريمن
بدأ مشواره الكروي مع نادي كولمار وانتقل منه إلى نادي ستراسبورج وبعد ذلك انتقل إلى فيردر بريمن الألماني الفريق الثاني عام 2005 ولآدائه الجيد مع الفريق الثاني استحق التدرب مع الفريق الأول عدة مرات.
كان أول ظهور له في كأس الاتحاد الأوروبي أمام نادي سلتا فيغو حين لعب في الدقيقة 74 كبديلا للاعب البرازيلي دياجو، في 1 يوليو 2008 قرر الرحيل من فيردر بريمن بعد أن رفض تجديد عقده للبحث عن تحدي جديد، بعد الإعلان عن هذا صرح أنه قريب للانتقال إلي الأرسنال.

### آرسنــال
وتم تأكيد توقيعه للعقد مع الفريق في 30 يوليو 2008 وحصل على الرقم 28 كما راهن عليه أرسين فينغر وعلى موهببته.

## المنتخبات الوطنية
لعب اماوري للمنتخب الفرنسي تحت 18 سنة ثم لعب وتدرب للمنتخب البرتغالي تحت 20 سنة في 14 مايو 2007 ومنذ ذلك الوقت وهو يلعب للمنتخب البرتغالي تحت 21 عام.

## إشارات
1. ↑  "A. Bischoff" (بالبرتغالية). Mais Futebol. Archived from the original on 2020-07-25. Retrieved 2020-03-23.
2. ↑  "معلومات عن أماوري بيشوف على موقع int.soccerway.com". int.soccerway.com. مؤرشف من الأصل في 2017-11-15.
3. ↑  "معلومات عن أماوري بيشوف على موقع fussballdaten.de". fussballdaten.de. مؤرشف من الأصل في 2019-12-09.

## وصلات خارجية
- أماوري بيشوف على موقع قاعدة بيانات كرة القدم.إي يو (الإنجليزية)
- أماوري بيشوف على موقع بيانات كرة القدم. دي إي (الألمانية)
- أماوري بيشوف على موقع Soccerbase.com (لاعب) (الإنجليزية)
- أماوري بيشوف على موقع Soccerway.com (الإنجليزية)
- أماوري بيشوف على موقع عالم كرة القدم.نت (الإنجليزية)
- Career Stats at Fussballdaten.de
- Profile at Arsenal.com